# Manuel Ferreira Pinto
Manuel Ferreira Pinto, primeiro barão do Carmo (Ouro Preto, 1793 — Cantagalo, 3 de junho de 1878), foi um importante fazendeiro brasileiro da zona do Quilombo, município de Cantagalo, província do Rio de Janeiro, onde estava localizada sua fazenda Boa Vista. Foi agraciado com o título de barão em 12 de julho de 1876 pelo imperador Pedro II (r. 1831–1889), cujo decreto de concessão foi subscrito pela princesa regente Isabel do Brasil. Também foi comendador da Imperial Ordem da Rosa.